# İlter Taşkın
İlter Taşkın (Berlino, 7 maggio 1994) è un calciatore azero, centrocampista dell'Eyüpspor.

## Carriera

### Club
Ha iniziato la carriera nella squadra riserve dell'Eintracht Braunschweig, in Germania.

### Nazionale
Ha esordito con la nazionale azera il 19 novembre 2013 nell'amichevole Kirghizistan-Azerbaijan (0-0).